# Zsédeny
Zsédeny è un comune dell'Ungheria di 215 abitanti (dati 2001). È situato nella contea di Vas.